# Hendrik Hansen
Hendrik Hansen (Wolfsburg, 4 de novembro de 1994) é um futebolista profissional alemão que atua como defensor.

## Carreira
Hendrik Hansen começou a carreira no VfL Wolfsburg.